# Śniadowo (gmina w województwie białostockim)
Śniadowo (do 1870 miasto Śniadowo) – dawna gmina o nieuregulowanym statusie istniejąca w latach 191?–1922 w woj. białostockim. Siedzibą władz gminy była osada miejska Śniadowo.
Do 12 października 1870 Śniadowo było miastem i stanowiło odrębną gminę miejską. Po odebraniu praw miejskich i przekształceniu w osadę, miejscowość została włączona do gminy Śniadowo (powiat łomżyński; gubernia łomżyńska).
Podczas I wojny światowej niemieckie władze zaborcze przywróciły Śniadowowi samorząd miejski, lecz miejscowość nie została uwzględniona w dekrecie z 4 lutego 1919 o samorządzie miejskim, ani w jego uzupełnieniach. Ponieważ Śniadowo nie wróciło do kategorii osad i nadal rządziło się ustawą okupacyjną stanowiło jednostkę o nieuregulowanym statusie (powiat łomżyński, woj. białostockie).
Ostatecznie, w wykazie podziału administracyjnego GUSu z 1923 roku (stan na 1 stycznia) Śniadowo nie zostało zaliczone do miast i znalazło się ponownie w składzie gminy Śniadowo.